# Bilderdam
Bilderdam est un hameau néerlandais situé dans trois communes et dans deux provinces. La plus grande partie se situe dans la commune de Kaag en Braassem, en Hollande-Méridionale ; une petite partie en Nieuwkoop, également en Hollande-Méridionale ; le reste était dans la commune d'Uithoorn, en Hollande-Septentrionale. Le 1er janvier 2012, le parti de Uithoorn est transféré à Kaag en Braassem. Le 1er janvier 2004, le hameau comptait 90 habitants, répartis sur les trois communes.
Bilderdam est traversé par le Drecht.

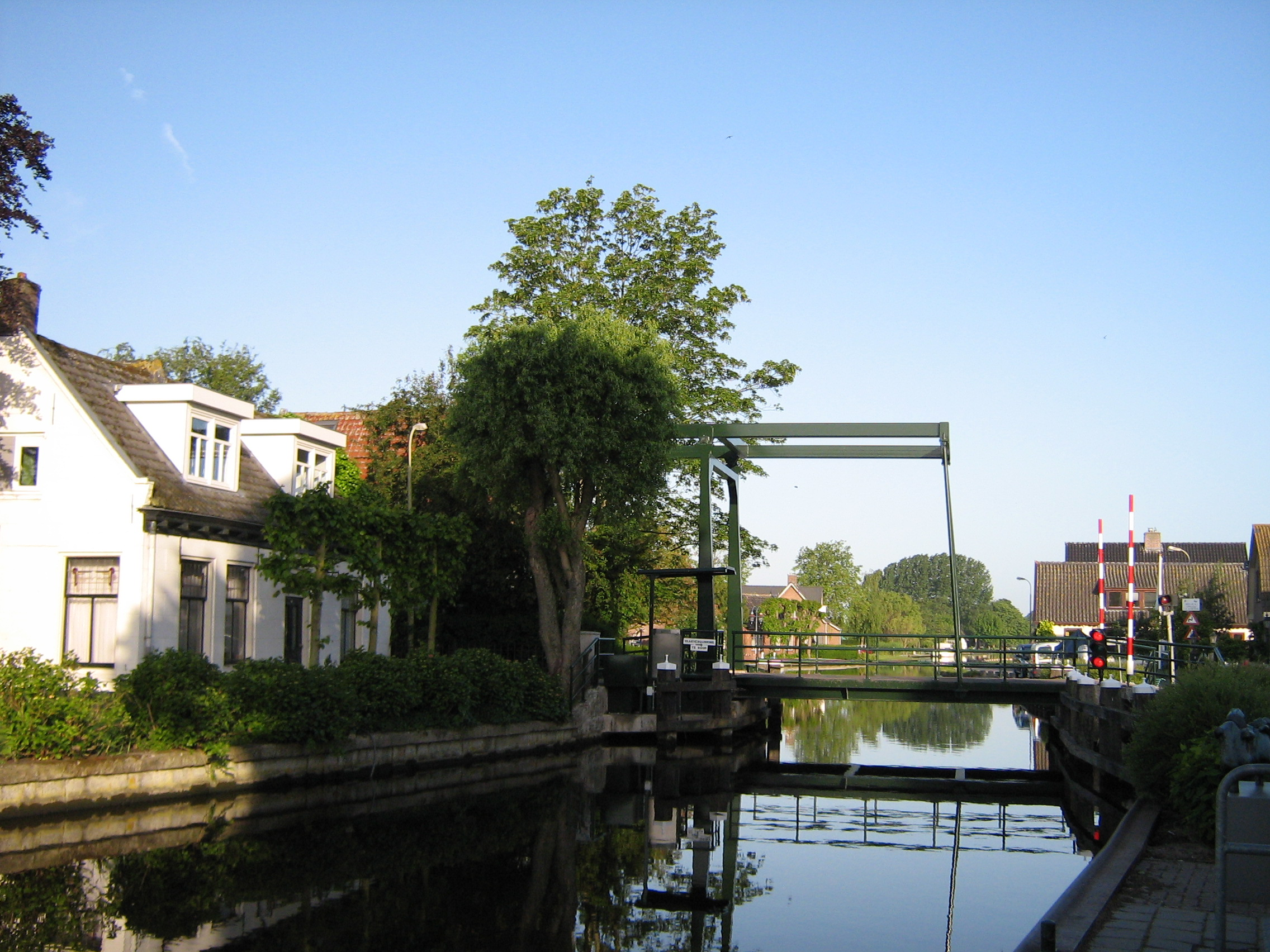
Le seul pont de Bilderdam enjambe les deux rives du Drecht